# La Anunciación (Tanner)
La Anunciación es una obra de 1898 del pintor afroamericano Henry Ossawa Tanner. Describe la escena bíblica de la Anunciación donde el arcángel Gabriel visita a María para anunciarle que dará nacimiento a Jesús. La pintura se guarda en el Museo de Arte de Filadelfia.

## Descripción
La pintura presenta al arcángel Gabriel y a María durante la Anunciación. El acontecimiento es narrado en Lucas 1:26–38, en donde Gabriel le dice a María que dará a luz a Jesús, el Hijo de Dios. Quizás influido por las enseñanzas fundamentalistas de la Iglesia Episcopal Metodista Africana, Tanner utiliza una columna de luz (cuya cabeza supera la sencilla repisa de madera en la pared, formando una cruz) para representar a Gabriel y a María con larga túnica campesina sin halo u otros atributos santos. Este tratamiento subjetivo y entorno realista difiere mucho de otras pinturas de la Anunciación, como la conocida de Dante Gabriel Rossetti Ecce Ancilla Domini (1850), en la cual un crítico contemporáneo reclamó ver un recordatorio en La Anunciación de Tanner. La habitación donde la escena tiene lugar está amueblada con textiles, cerámica, y piso de piedra— elementos que reaparecerán en las pinturas bíblicas posteriores de Tanner.

## De fondo

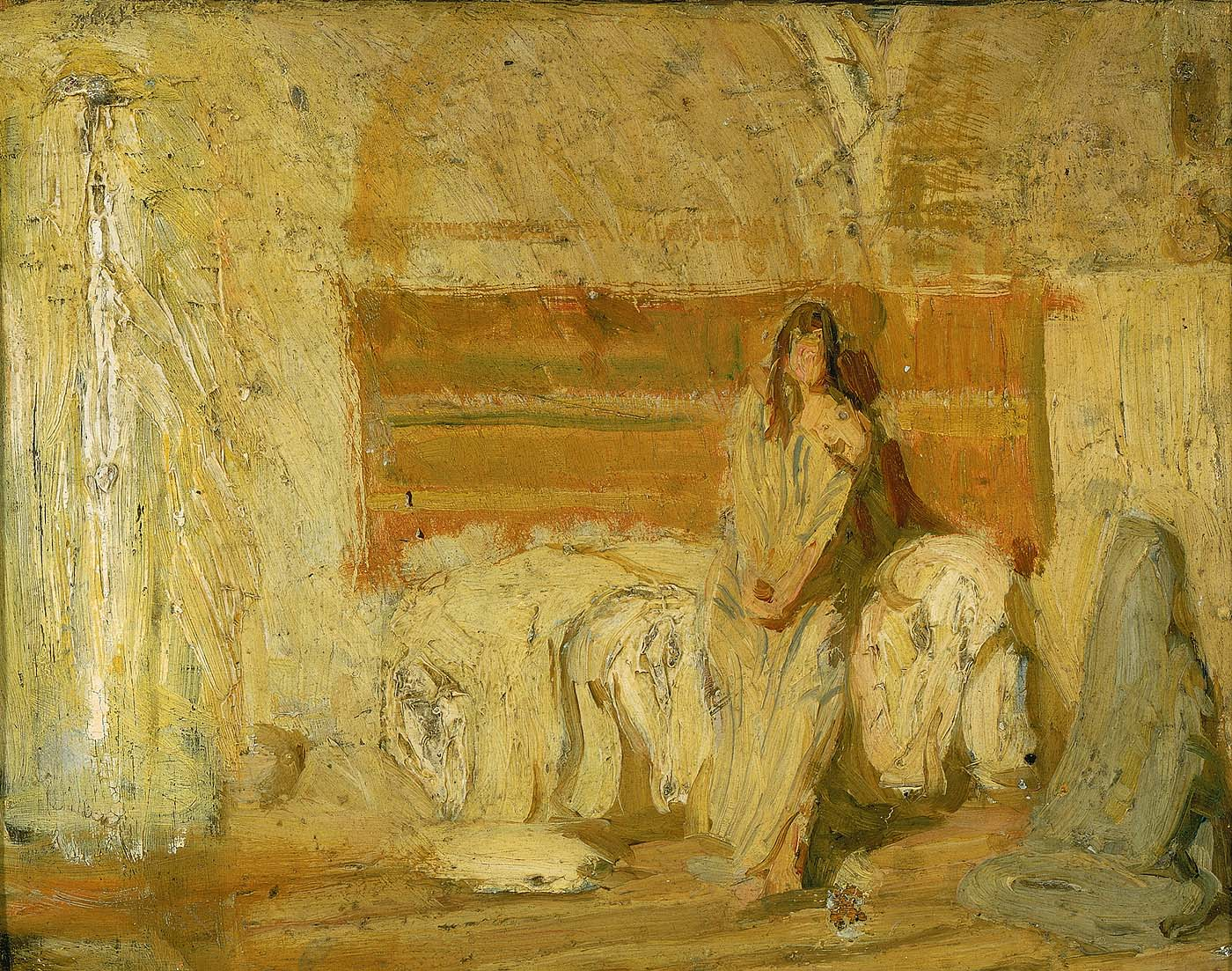
Estudio para La Anunciación.

Con anterioridad a pintar temas bíblicos, Tanner hizo dos pinturas de género que describen afroamericanos: La lección de banjo (1893) y Los pobres agradecidos (1894). Sin embargo, tomó una nueva dirección tras finalizar esta última. Según el académico y amigo de la familia William S. Scarborough, Tanner "siempre había sido fuertemente religioso" y que "desde hacía mucho tiempo había sido el deseo de su padre que su hijo pintara temas bíblicos..." Como resultado, Tanner se dedicó a la pintura religiosa, un campo que estaba "maduro para la explotación comercial" en aquel tiempo. Una de sus primeras pinturas religiosas fue Daniel en el foso de los leones seguido dos años más tarde por La Resurrección de Lázaro. Ambas pinturas fueron exhibidas en el Salón de París y obtuvieron distinciones.
En 1897, Tanner se embarcó en un viaje a Egipto y Palestina. El viaje fue patrocinado por Rodman Wanamaker, cuyo comentario de que "en Oriente la luz, tanto interior como exterior, los gestos de las personas, las costumbres y hábitos de vida, son muy diferentes de todo lo que podría imaginarse en Occidente", probablemente influyó en Tanner para el desarrollo de La Anunciación y configuración posterior de sus pinturas religiosas.
Tanner tenía intención de que la obra fuera su presentación para el Salón de París de 1898. Tras el éxito de su La Resurrección de Lázaro el año anterior, Tanner quizás deseaba atraer más espectadores en el Salón de 1898. Para ello, Tanner escogió el lienzo de tamaño más grande de su carrera para La Anunciación. Pero insatisfecho con la primera versión, consideró, sin embargo que "allí no parecía haber otra salida para la dificultad que comenzar de nuevo". La versión final de La Anunciación ha sido descrita como "muy cercana" a un estudio conservado en el Museo Smithsoniano de Arte Americano.
No se han encontrado reseñas contemporáneas de La Anunciación en el Salón de 1898, pero relatos posteriores muestran que la pintura disfrutó de una recepción entusiasta. Un escritor informa que "probó ser uno de los grandes éxitos del año ... Se dice que cuando este cuadro fue llevado ante el jurado de admisión este estalló en una tormenta de 'bravos' ". En una carta de mayo de 1898 a Tanner, Harrison S. Morris, director gerente de la Academia de Pensilvania de Bellas artes, felicitó al artista, escribiendo "La Anunciación parece ser una secuela apropiada a Lázaro y  es muy gratificante leer los elogios incansables que modestamente encerraste". Morris elogió nuevamente el trabajo cuando fue exhibido en el Instituto de Arte de Chicago en 1898, describiendo La Anunciación como "muy impresionante y hermosa". Una exposición a principios de 1899 en la Academia de Pensilvania fue también recibida con elogios, incluyendo de un crítico en el The Philadelphia Inquirer que calificó la obra como una "brillante obra maestra".
En enero de 1899, la pintura fue vendida a Rodman Wanamaker, principalmente para proporcionar ingresos a Tanner. El destacado coleccionista de arte de Filadelfia John Q. Johnson vio la pintura en la Academia de Pensilvania y, como presidente del comité de adquisiciones, compró la pintura para la colección Wilstach el 5 de abril de 1899 por 1.750 dólares. Como la colección es parte del Museo de Arte de Filadelfia, La Anunciación es el primer trabajo de Tanner adquirido por un museo estadounidense.
 